# Сене (кантон)
Сене (фр. Séné) — кантон во Франции, находится в регионе Бретань, департамент Морбиан. Входит в состав округа Ван.

## История
Кантон образован в результате реформы 2015 года. В его состав вошли все коммуны упраздненного кантона Сарзо и отдельные коммуны упраздненного кантона Ван-Эст.
1 января 2016 года состав кантона изменился: коммуны Те и Нуайало образовали новую коммуну Те-Нуайало.

## Состав кантона с 1 января 2016 года
В состав кантона входят коммуны (население по данным Национального института статистики за 2019 г.):
- Арзон (2 198 чел.)
- Ла-Трините-Сюрзюр (1 687 чел.)
- Ла-Тур-дю-Парк (1 210 чел.)
- Ле-Эзо (852 чел.)
- Сарзо (8 791 чел.)
- Сен-Жильда-де-Рюис (1 531 чел.)
- Сене (8 900 чел.)
- Сент-Армель (873 чел.)
- Сюрзюр (4 724 чел.)
- Те-Нуайало (8 251 чел.)

## Политика
На президентских выборах 2022 г. жители кантона отдали в 1-м туре Эмманюэлю Макрону 36,4 % голосов против 18,7 % у Марин Ле Пен и 15,6 % у Жана-Люка Меланшона; во 2-м туре в кантоне победил Макрон, получивший 67,9 % голосов. (2017 год. 1 тур: Эмманюэль Макрон – 30,9 %, Франсуа Фийон – 25,5 %, Жан-Люк Меланшон – 14,7 %, Марин Ле Пен – 14,5 %; 2 тур: Макрон – 74,9 %. 2012 год. 1 тур: Николя Саркози — 33,0 %, Франсуа Олланд — 27,0 %, Марин Ле Пен — 13,0 %; 2 тур: Саркози — 53,2 %).
С 2021 года кантон в Совете департамента Морбиан представляют вице-мэр коммуны Те-Нуайало Анн Жеанно (Anne Jehanno) (Разные правые) и бывший мэр коммуны Сарзо, президент Совета Давид Лапартьян (David Lappartient) (Республиканцы).
|                | Кандидаты                      | Партия               | Первый тур | Первый тур     | Второй тур | Второй тур |
| Кол-во голосов | Кандидаты                      | Партия               | % голосов  | Кол-во голосов | % голосов  |            |
| -------------- | ------------------------------ | -------------------- | ---------- | -------------- | ---------- | ---------- |
|                | Анн Жеанно Давид Лапартьян     | Правый блок          | 7 895      | 63,70          | 8 300      | 64,29      |
|                | Режис Фачинетти Изабель Шабран | Левый блок — Зелёные | 4 499      | 36,30          | 4 611      | 35,71      |

|                | Кандидаты                   | Партия             | Первый тур | Первый тур     | Второй тур | Второй тур |
| Кол-во голосов | Кандидаты                   | Партия             | % голосов  | Кол-во голосов | % голосов  |            |
| -------------- | --------------------------- | ------------------ | ---------- | -------------- | ---------- | ---------- |
|                | Давид Лапартьян Мишель Надо | Правый блок        | 7 485      | 45,09          | 9 057      | 60,77      |
|                | Ален Лек Анн Фелиппо-Никола | Разные левые       | 4 682      | 28,20          | 5 847      | 39,23      |
|                | Патрик Мёнье Сабина Рют     | Национальный фронт | 3 369      | 20,30          |            |            |
|                | Тьерри Руке Брижитт Салу    | Левый фронт        | 1 064      | 6,41           |            |            |